# Bracon quintilis
Bracon quintilis är en stekelart som först beskrevs av Henry Lorenz Viereck 1925.  Bracon quintilis ingår i släktet Bracon och familjen bracksteklar. Inga underarter finns listade.